# Son Mi-Na
Son Mi-Na o Shon Mi-Na (en hangul: 손 미나) (Corea del Sud 1964) és una jugadora d'handbol, ja retirada, que destacà als Jocs Olímpics d'Estiu de 1988.

## Biografia
Va néixer el 8 d'octubre de 1964 en una població desconeguda de Corea del Sud.

## Carrera esportiva
Va participar, als 19 anys, en els Jocs Olímpics d'Estiu de 1984 realitzats a Los Angeles (Estats Units), on va aconseguir guanyar la medalla de plata en la competició femenina olímpica d'handbol al perdre la final davant la selecció de Iugoslàvia. En els Jocs Olímpics d'Estiu de 1988 celebrats a Seül (Corea del Sud) fou l'encarregada de realitzar el jurament olímpic en la cerimònia d'obertura dels Jocs per part dels atletes, un fet que feu conjuntament amb el jugador de bàsquet Hur Jae, i en la competició d'handbol aconseguí guanyar la medalla d'or al derrotar la selecció de Noruega.